# مدئا (سندیس)

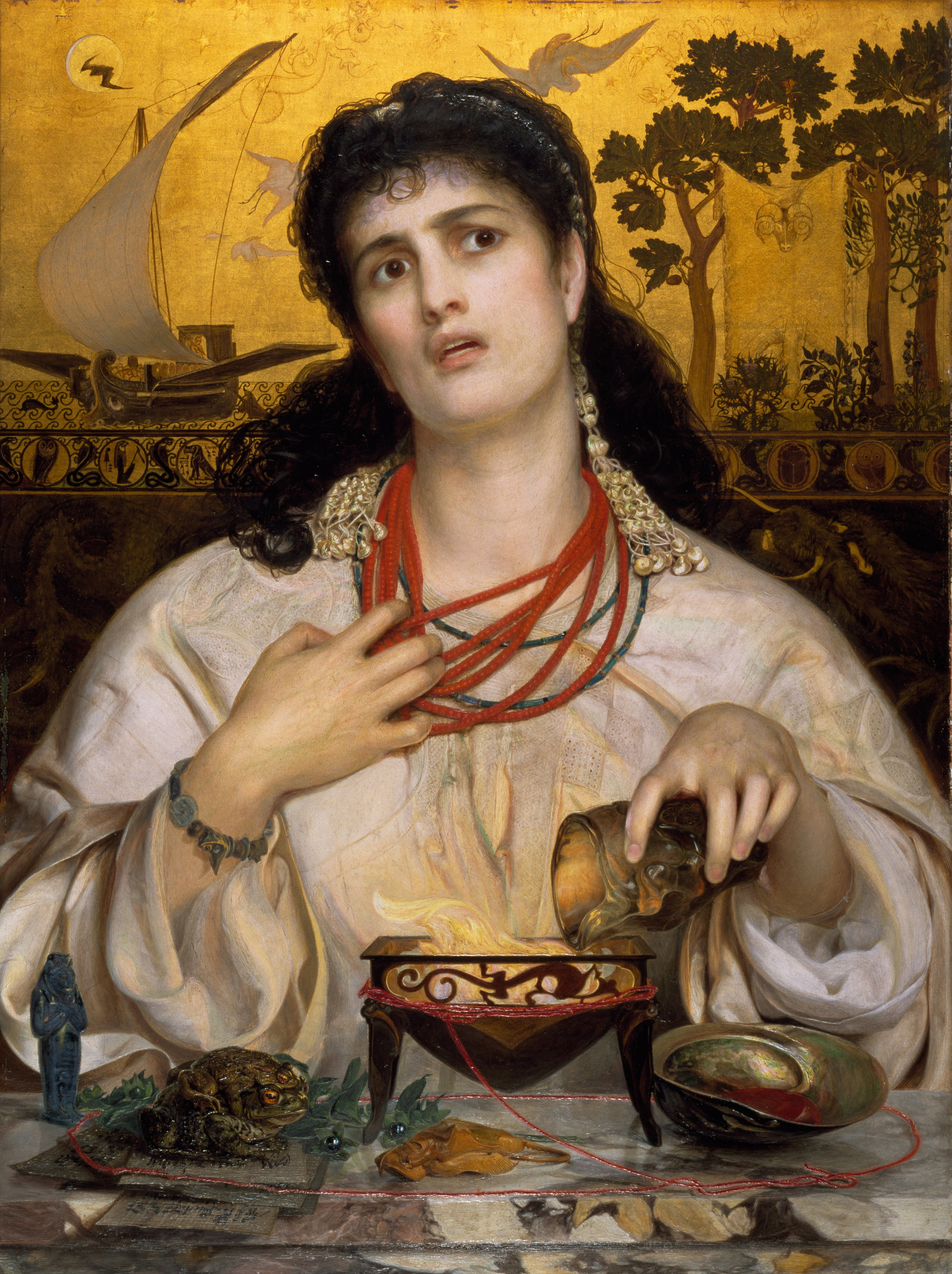
تابلوی مِدِئا، اثر فردریک سندیس، در سال‌ ۱۸۶۸ میلادی، کشیده شد.

مِدِئا (به انگلیسی: Medea). یکی از آثار برجستهٔ فردریک سندیس، نقاش انگلیسی است که در سال ۱۸۶۸ میلادی، در سبک پیشارافائلی خلق شد. این تابلو چهره‌ای از شخصیت مِدِئا از اساطیر یونان باستان را به تصویر می‌کشد. مِدِئا به عنوان جادوگری قدرتمند شناخته می‌شود. 
در این نقاشی نقاشی رنگ روغن، مِدِئا با حالتی نگران در حال آماده‌سازی یک معجون جادویی است. وجود جمجمه‌ها، گیاهان دارویی، قورباغه‌های مشغول جفت‌گیری، مجسمه‌ای مربوط به مصر باستان و عناصر دیگر، نشان‌دهندهٔ دانش مِدِئا در زمینهٔ سحر و جادو است.
این تابلو اکنون در مالکیت موزه و نگارخانه هنر بیرمنگام قرار دارد.